# Jainoor
Jainoor là một census town thuộc huyện Adilabad, bang Telangana, Ấn Độ.